# Campionato mondiale di scherma 1971
Il Campionato mondiale di scherma del 1971 si è svolto ad Vienna in Austria. e competizioni cominciarono il 4 luglio e terminarono il 17 luglio del 1971.
Sono stati assegnati 2 titoli femminili e 6 titoli maschili:
- femminile
  - fioretto individuale
  - fioretto a squadre
- maschile
  - fioretto individuale
  - fioretto a squadre
  - sciabola individuale
  - sciabola a squadre
  - spada individuale
  - spada a squadre

## Risultati

### Uomini
| Evento                          | Oro                                                                                          | Argento                                                                                               | Bronzo                                                                                             |
| Spada                           |                                                                                              | | |
| Spada individuale (dettagli)    | Grigorij Kriss                                                                               | Nicola Granieri                                                                                       | Rolf Edling                                                                                        |
| Spada a squadre (dettagli)      | Ungheria Csaba Fenyvesi Győző Kulcsár Zoltán Nemere Pál Schmitt                              | Unione Sovietica Aleksej Nikančikov Viktor Modzalevskij Sergej Paramonov Igor' Valetov Grigorij Kriss | Svezia Per Sundberg Rolf Edling Carl von Essen Hans Jacobson Orvar Jönsson                         |
| Fioretto                        |                                                                                              | | |
| Fioretto individuale (dettagli) | Vasyl' Stankovyč                                                                             | Marek Dąbrowski                                                                                       | Leonid Romanov                                                                                     |
| Fioretto a squadre (dettagli)   | Francia Jean-Claude Magnan Bernard Talvard Christian Noël Daniel Revenu Bruno Boscherie      | Polonia Witold Woyda Marek Dąbrowski Jerzy Kaczmarek Lech Koziejowski Adam Lisewski                   | Unione Sovietica Vasyl' Stankovyč Leonid Romanov Anatolij Kotešev Viktor Putjatin Vladimir Denisov |
| Sciabola                        |                                                                                              | | |
| Sciabola individuale (dettagli) | Michele Maffei                                                                               | Jerzy Pawłowski                                                                                       | Viktor Sidjak                                                                                      |
| Sciabola a squadre (dettagli)   | Unione Sovietica Mark Rakita Viktor Sidjak Ėduard Vinokurov Vladimir Nazlymov Viktor Baženov | Ungheria Péter Bakonyi Tibor Pézsa Péter Marót Miklós Meszéna Tamás Kovács                            | Italia Mario Aldo Montano Rolando Rigoli Michele Maffei Cesare Salvadori Mario Tullio Montano      |

### Donne
| Evento                          | Oro | Argento | Bronzo |
| Fioretto                        | | | |
| Fioretto individuale (dettagli) | Marie-Chantal Demaille                                                                                     | Ildikó Rejtő | Ana Pascu |
| Fioretto a squadre (dettagli)   | Unione Sovietica Galina Gorochova Elena Novikova-Belova Aleksandra Zabelina Svetlana Čirkova Nadja Ivanova | Ungheria Ildikó Rejtő Ildikó Schwarczenberger-Tordasi Ildikó Farkasinszky-Bóbis Mária Szolnoki Judit Ágoston-Mendelényi | Polonia Krystyna Machnicka-Urbánska Halina Balon Elżbieta Franke-Cymerman Jolanta Bebel-Rzymowska Barbara Wysoczańska |

## Medagliere
| Posizione | Nazione          |   |   |   | Totale |
| --------- | ---------------- | - | - | - | ------ |
| 1         | Unione Sovietica | 4 | 1 | 3 | 8      |
| 2         | Francia          | 2 | 0 | 0 | 2      |
| 3         | Ungheria         | 1 | 3 | 0 | 4      |
| 4         | Italia           | 1 | 1 | 1 | 3      |
| 5         | Polonia          | 0 | 3 | 1 | 4      |
| 6         | Svezia           | 0 | 0 | 2 | 2      |
| 7         | Romania          | 0 | 0 | 1 | 1      |
| Totale    | Totale           | 8 | 8 | 8 | 24     |